# 日本陸軍鉄道連隊九一式軽貨車
九一式軽貨車（きゅういちしきけいかしゃ）は日本陸軍鉄道連隊が使用した応急運転および鉄道敷設用貨車。本車の制式名は九一式貨車で、区分が軽貨車となっている。ただし、戦後に刊行された書物では鉄道連隊に従軍した方の回顧録も含めて九一式軽貨車と記述されることが多い。

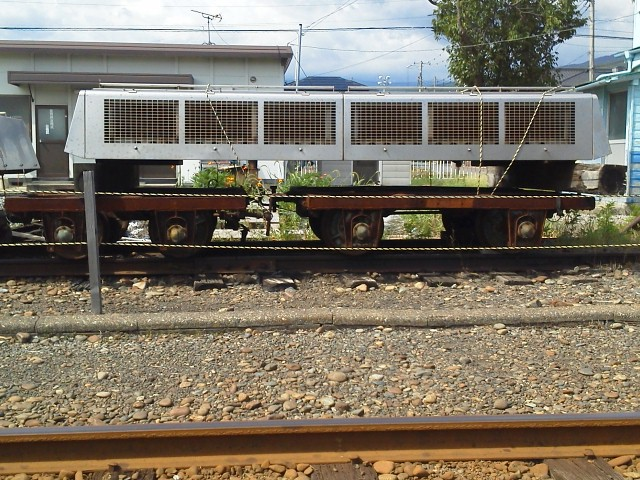
岳南電車岳南富士岡駅に留置されている日本陸軍鉄道連隊九一式軽貨車（クーラー下の台車）

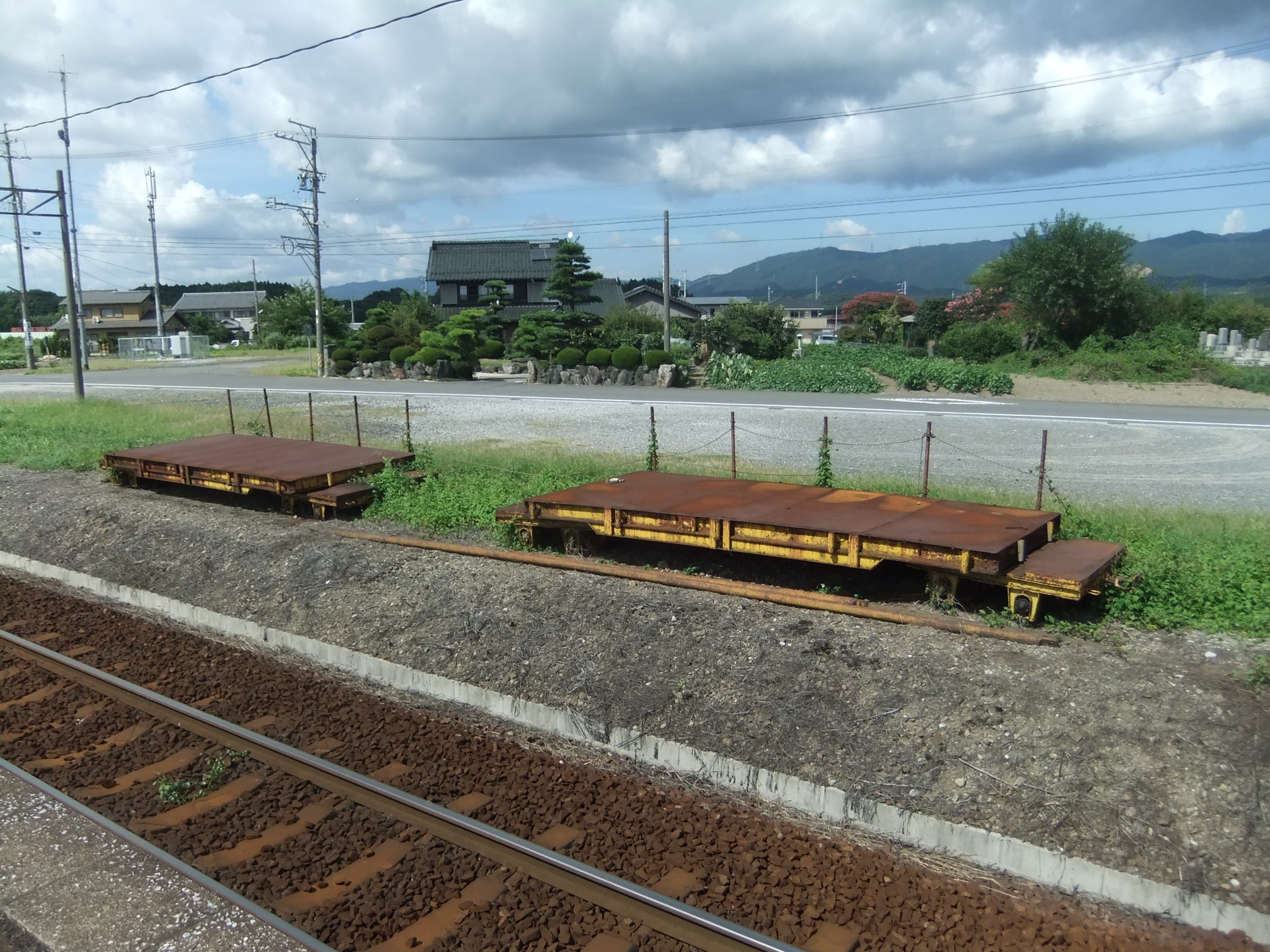
貨物鉄道博物館所蔵の九十一式軽貨車（右）

## 概要
本車は台車2、荷匡1、旋回架2より構成された積載許容荷重5トンの貨車である。敷設車、長材料運搬車およびボギー台車を備えた無蓋貨車として使用できる。敷設に使用する場合は架匡を外し、台車上に旋回架を装着する。輪距は各地の鉄道軌間に即応可能で、日本・台湾などの1,067mm狭軌、中国大陸や朝鮮半島で主流の1,435mm標準軌、ソ連領内の広軌1,524mm（5フィート軌間）に容易に改軌対応できる構造であった。また当時として珍しく、車軸にボールベアリングが取り入れられ、空車なら2名で押して動かせる程の改善がなされ、台車も人力で線路外に取り外すことができるよう軽量設計とされた。
戦後、本土に残存した車両の一部は国鉄、私鉄や民間会社に払い下げられて、保線作業などに使われていた。

## 開発経緯
軽便鉄道の貨車を参考に軍用向けとして開発された。設計者は九一式広軌牽引車と同に青村常次郎大尉（後・少将）である。1928年8月設計に着手し、1929年3月試製完了した。同年4月、鉄道第一連隊作業場において試験を行なった。成績は概ね良好で、その後1930年3月2両を試製し、さらに一部改修のうえ4両を試製した。
1930年11月には、試製6両と陸軍兵器本廠調弁の24両、合計30両に九一式広軌牽引車3両を併用し、教育総監部主催のもとに各監部および鉄道連隊より試験委員を編成し、鉄道第一連隊の兵員により試験の結果、成績良好、実働8時間に4kmの敷設を行なうことができた。以上により制式器材として適当と認められ審査は終了し、1931年から1938年にかけて量産された。

## 製造
後継の九七式軽貨車と合わせ昭和16年3月までの期間中に4,582台の調達が指示され、累計3,452台が受領された。
製造は川崎車両や近畿車輌など鉄道車両メーカーが担当した。川崎車両では1931年に20両、1932年に30両、計50両を納入している。

## 構造
鋼材を組み立てた台車に鋳鉄製の軸箱を持ち、緩衝装置として八枚組の板バネを備える。
連結器は軽便鉄道で使用されるピン・リンク式を採用し、中心高さは356mm。台車内側にも補助連結器を備え、単体の台車を相互に連結して使用することも可能である。制動装置は手ブレーキで四輪に作用する。

### 用途別積載量
旋回架、荷匡の使い分けによる積載量は以下の通り。長材料運搬車として使用する際は最長10mまでの部材を運搬することができた。
| 区分         | 自重（kg） | 積載許容荷重（kg） | 摘要               |
| ------------ | ---------- | ------------------ | ------------------ |
| 敷設車 軌条  | 1,500      | 9,000              | 旋回架を介して積載 |
| 敷設車 枕木  | 1,500      | 9,000              | 旋回架を介して積載 |
| 長材料運搬車 | 1,500      | 9,000              | 旋回架を介して積載 |
| 無蓋貨車     | 2,700      | 5,000              | 荷匡を装着して積載 |